# Logan Lucky
Logan Lucky är en amerikansk heistfilm från 2017 regisserad av Steven Soderbergh. 

## Handling
Jimmy Logan har sagts upp från sitt byggjobb på Charlotte Motor Speedway. När han besöker sin ex-fru Bobbie Jo för att hämta deras dotter Sadie för en repetition inför en skönhetstävlingen, får han reda på att Bobbie Jo och hennes nya man flyttar till Lynchburg, vilket kommer göra det ännu svårare för Jimmy att besöka dem. Jimmy går till en bar som drivs av sin bror Clyde, en veteran från Irakkriget som förlorade sin hand under kriget. Max Chilblain, en pretentiös brittisk affärsman och NASCAR-teamägare, anländer med sina vänner och hånar Clyde för sin skada, vilket leder till ett slagsmål med Jimmy. Samtidigt sätter Clyde eld på Max bil med en molotovcocktail. Nästa dag avslöjar Jimmy sin plan att råna Speedway och att utnyttja sin kunskap om deras system av pneumatiska rör för att transportera pengar.

## Rollista (i urval)
| Channing Tatum      | – Jimmy Logan       |
| Adam Driver         | – Clyde Logan       |
| Riley Keough        | – Mellie Logan      |
| Daniel Craig        | – Joe Bang          |
| Seth MacFarlane     | – Max Chilblain     |
| Katie Holmes        | – Bobbie Jo Chapman |
| Hilary Swank        | – Sarah Grayson     |
| Katherine Waterston | – Sylvia Harrison   |
| Sebastian Stan      | – Dayton White      |